# Pregoressia
La pregoressia è un disturbo alimentare che colpisce le donne durante la gravidanza. Si tratta di un disturbo che nei paesi occidentali è sempre più diffuso: si stima che colpisca circa il 5% delle donne in attesa di un figlio. La pregoressia è maggiormente diffusa in Gran Bretagna e negli Stati Uniti.

## Origine e definizione del termine
La parola "pregoressia" deriva dalla fusione tra i termini "pregnancy" e "anorexia" (gravidanza + anoressia).
Con questo termine si designa un disturbo alimentare che consiste nell'ossessione di non voler aumentare di peso durante il periodo della gravidanza. Questo porta a varie conseguenze: le donne che ne soffrono smettono di nutrirsi in modo adeguato, mettendo così a repentaglio la propria salute e quella del feto.

## Eziologia
Studi hanno dimostrato che c'è una certa correlazione tra le donne che hanno già sofferto di disturbi alimentari e quelle che soffrono di pregoressia. Spesso sono soggetti relativamente deboli, profondamente influenzati dagli stereotipi che ci vengono offerti ogni giorno (vip che rimangono incinte e sono in forma smagliante a poche settimane dal parto).

## Sintomi e conseguenze
Una donna che soffre di pregoressia mostra i seguenti sintomi:
- eccessiva cura del proprio aspetto fisico (controllo maniacale del peso);
- tendenza a saltare i pasti;
- tendenza a calcolare in modo maniacale l'apporto calorico dei cibi ingeriti;
- svolgimento di attività fisica eccessiva e non adeguata alla condizione gravidica;
- dimostrazione di distacco verso il futuro bambino e la gravidanza.

Le conseguenze della pregoressia possono essere:
- carenza di calcio nelle ossa;
- ipertensione;
- preeclampsia;
- anemia;
- diabete gestazionale;
- sino all'aborto spontaneo.